# 飛越七橋

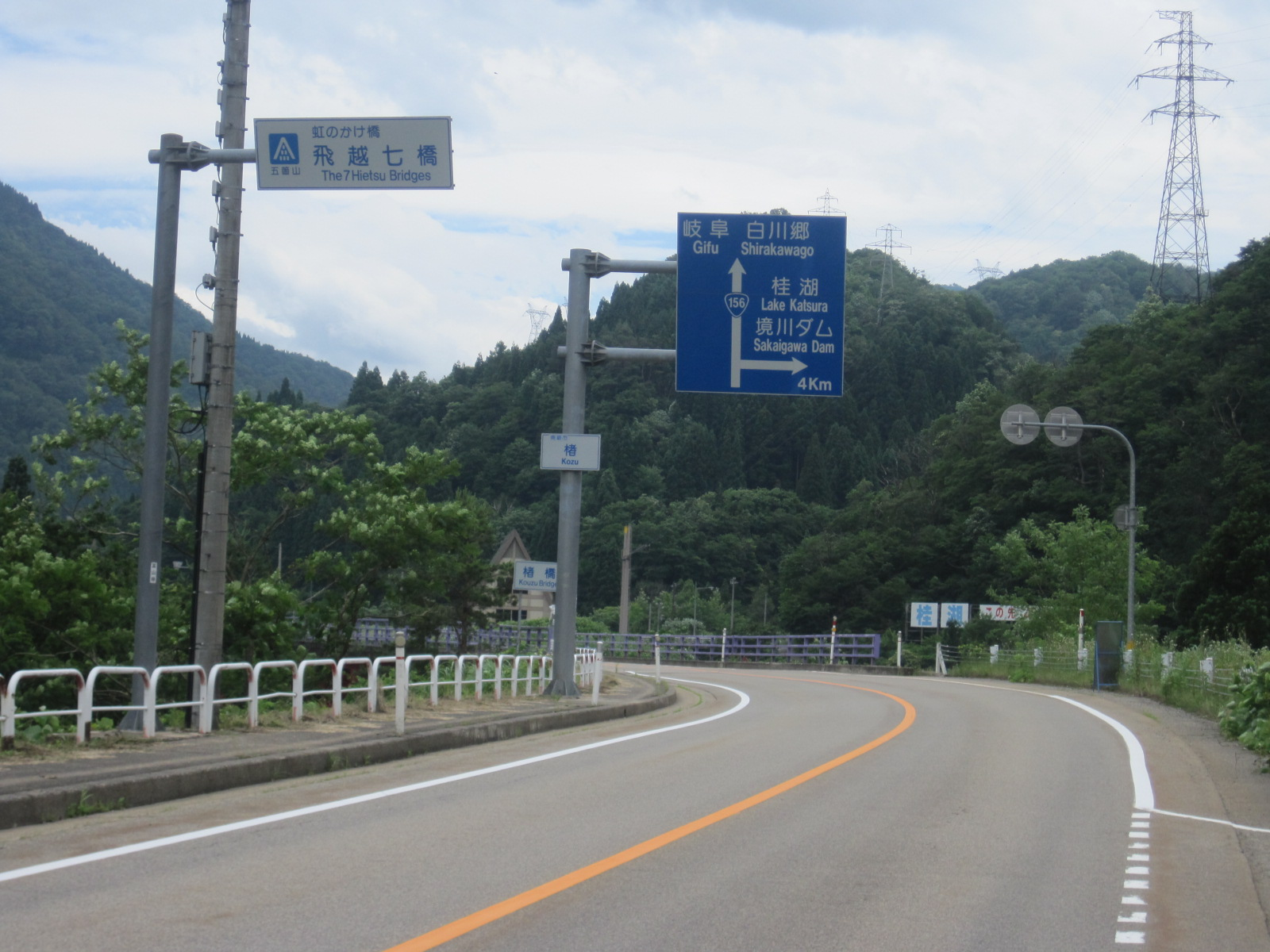
飛越七橋の案内板（富山県南砺市）

飛越七橋（ひえつななきょう）は、岐阜県と富山県の県境付近の庄川に架かる、国道156号の7か所の橋の総称である。
この付近は庄川の蛇行のため、約3キロメートルの間に7か所の県境を6本の橋で通過する。飛越七橋はこの6本の橋に楮橋を加えたものである。この区間を飛越峡合掌ラインともいう。
それぞれの橋の高欄は7色に塗り分けられていることから「虹のかけ橋」の愛称がある（ただし、色は虹の色とは一致していない）。

## 概要
庄川の上流側から記述する。

### 合掌大橋

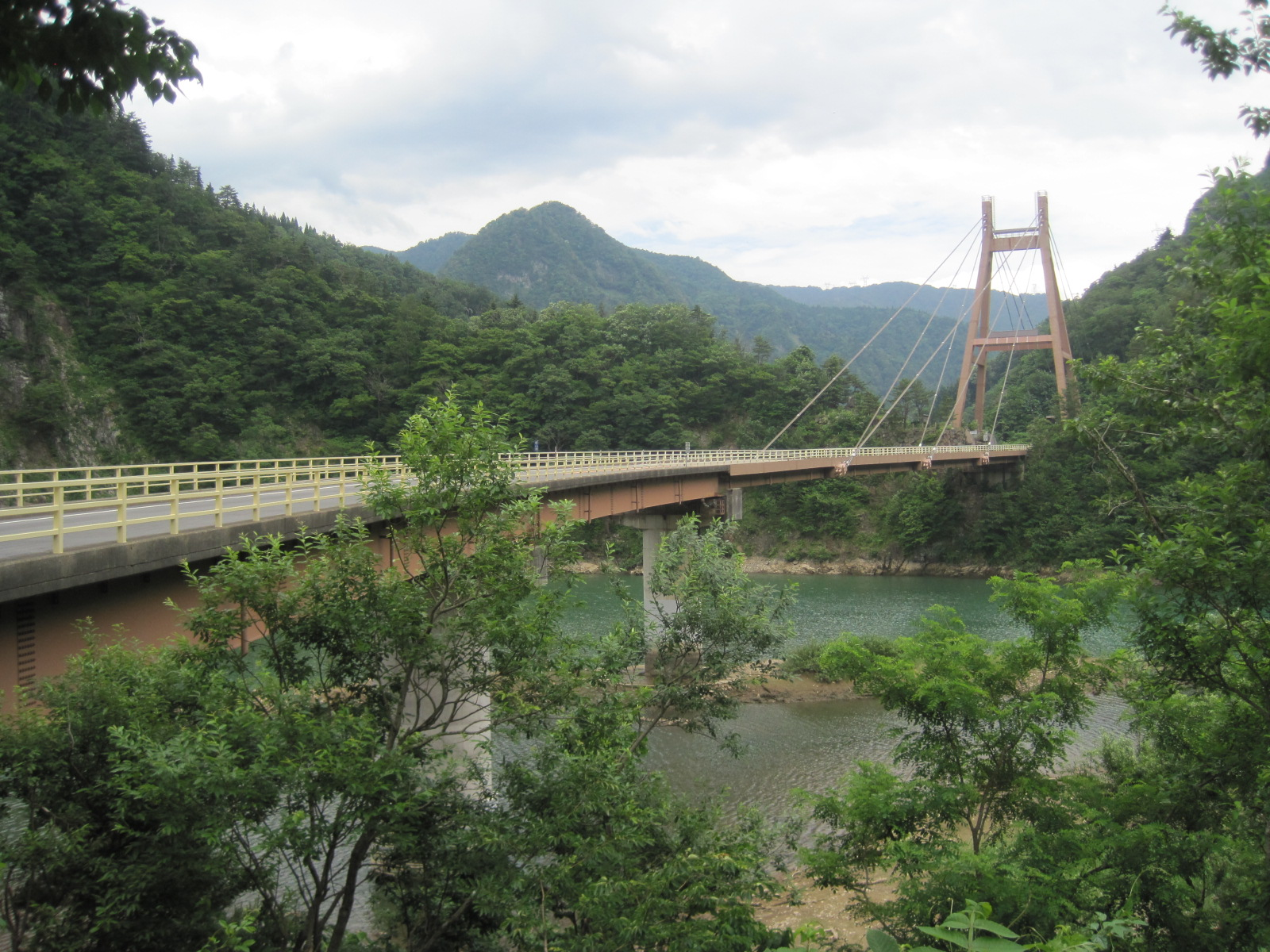
飛越七橋で最長の橋「合掌大橋」

白川郷・五箇山の合掌造り集落の合掌造りをモチーフにしている。飛越七橋では最も長く、県境を2回通過する。橋の中央に公園と完成祈念碑がある。
- 橋名：合掌大橋（がっしょうおおはし） - 架け替え前の名称は「新滝橋」[2]。
- 供用：1979年（昭和54年）10月9日[3]
- 延長：440.1m[2]
- 幅員：9.7m[4]
- 構造：2径間非連続桁斜張橋[2]+2径間鋼鈑桁橋（日本初のアーチ式逆ローゼタイプ[5]）
- 区間：岐阜県大野郡白川村小白川

橋の中央（公園）で、富山県南砺市成出を通過するが、橋の両端とも白川村小白川である。
- 高欄の色：黄
- 桁の色：茶
- 管理者：岐阜県

### 飛越橋
飛騨国と越中国を跨ぐことから、飛騨国の飛と越中国の越から命名された。
- 橋名：飛越橋（ひえつばし）
- 供用：1977年（昭和52年）6月29日[6]
- 延長：149.0m[4]
- 幅員：9.5m[4]
- 構造：3径間連続非合成鈑桁
- 区間：岐阜県大野郡白川村小白川 - 富山県南砺市成出
- 高欄の色：赤
- 桁の色：赤
- 管理者：岐阜県

### 成出橋
- 橋名：成出橋（なるでばし）
- 供用：1977年（昭和52年）6月29日[6]
- 延長：197.9m
- 幅員：9.5m[4]
- 構造：アーチ合成鈑桁
- 区間：富山県南砺市成出 - 岐阜県大野郡白川村小白川
- 高欄の色：赤
- 桁の色：赤
- 管理者：岐阜県

### 小白川橋
- 橋名：小白川橋（こしらかわばし）
- 供用：1977年（昭和52年）6月29日[6]
- 延長：126.0m[4]
- 幅員：9.5m[4]
- 構造：鋼鈑桁橋1連+上路トラス橋[4]
- 区間：岐阜県大野郡白川村小白川 - 富山県南砺市楮
- 高欄の色：緑
- 桁の色：赤
- 管理者：富山県

### 宮川原橋
宮川原の名の由来として、天正年間の山崩れで神社が庄川の川原に押し流され、数年後にこの地で御神体の木像が見つかったという伝説がある。
- 橋の名前：宮川原橋（みやかわはらばし）
- 供用：1978年（昭和53年）11月22日[7]
- 延長：127.5m
- 幅員：9.5m
- 構造：トラス橋
- 区間：富山県南砺市楮 - 岐阜県大野郡白川村小白川
- 高欄の色：青
- 桁の色：赤
- 管理者：富山県

### 火の川原橋
木材を運搬するさい、いかだで庄川を下った人々がこの川原で休憩し、焚き火をしたという。
- 橋の名前：火の川原橋（ひのかわらばし）
- 供用：1978年（昭和53年）11月22日[7]
- 延長：128.0m[4]
- 幅員：9.5m[4]
- 構造：上路トラス+合成鈑桁橋[4]
- 区間：岐阜県大野郡白川村小白川 - 富山県南砺市楮
- 高欄の色：藍
- 桁の色：赤
- 管理者：富山県

### 楮橋
この橋のみ、県境を跨がない。
- 橋の名前：楮橋（こうずばし）
- 供用：1975年（昭和50年）
- 延長：106.9m
- 幅員：9.5m[4]
- 構造：上路トラスPC桁橋[4]
- 区間：富山県南砺市楮 - 南砺市打越
- 高欄の色：紫
- 桁の色：赤
- 管理者：富山県